# Ce que disent les morts
Ce que disent les morts (titre original : What the Dead Men Say), ou La Voix venue du ciel, est une nouvelle de science-fiction écrite par Philip K. Dick et publiée en 1964. La trame de la nouvelle est reprise dans le roman Ubik.

## Résumé
Louis Sarapis, l'un des hommes les plus puissants du monde, vient de mourir. Cryonisé, il fait l'objet de toutes les attentions de la part de ses anciens collaborateurs, certains souhaitant simplement accomplir ses demandes testamentaires et d'autres voulant le mettre hors course définitivement. Mais rapidement une base lunaire capte la voix de Louis Sarapis provenant d'un point situé à une semaine lumière de la Terre. Celui-ci semble continuer à vouloir donner des ordres et à influencer la politique terrienne. La voix s'amplifie à tel point qu'elle envahit l'ensemble des ondes terrestres ; impossible d'écouter la radio, de regarder la télévision ou de téléphoner sans l'entendre. Mais cette voix vient-elle du corps cryogénisé de Louis Sarapis ou a-t-elle une autre origine ?

## Personnages
- Louis Sarapis, "qui contrôlait par l'intermédiaire des Assurances Wilhelmina une centaine d'industries" (cf p. 12, éditions Folio)
- Claude Saint Cyr, conseiller juridique de Louis Sarapis
- Sarah Belle
- John Barefoot et sa femme Sarah Belle
- Phil Harvey
- Herbert Schoenheit von Vogelsang, propriétaire de funerarium
- Kathy Egmont, Kathy Sharp de son vrai nom (p. 38, éditions Folio)
- Owen Angress, chef technicien

## Publications
La nouvelle a initialement été publiée aux États-Unis dans la revue Worlds of Tomorrow en juin 1964.
Elle est publiée pour la première fois en France dans une traduction de Pierre Billon sous le titre La Voix venue du ciel dans la revue Galaxie en octobre 1964. Par la suite elle sera titrée Ce que disent les morts.
La nouvelle a connu plusieurs éditions et traductions :
- In Galaxie no 6, OPTA, octobre 1964, traduction de Pierre Billon
- In Les Délires divergents de Philip K. Dick, traduction de Alain Dorémieux, Casterman, coll. "Autres temps, autres mondes - Anthologies" no 25, 1979  (ISBN 2-203-22626-9),
- In Le Père truqué, traduction de Alain Dorémieux, 10/18 (Union générale d'éditions, UGE), coll. Domaine étranger no 2012, 1989  (ISBN 2-264-01337-0)
- In Nouvelles 1953-1963, traduction de Pierre Billon, Denoël, coll. "Présences" no 35, 690 pages, 1997  (ISBN 2-207-24452-0)
- In Nouvelles, tome 2 / 1953-1981, traduction de Hélène Collon, Denoël, coll. Lunes d'encre no 16, 1392 pages, 2000  (ISBN 2-207-25175-6); réédition en 2006  (ISBN 2-207-25871-8)
- In Minority Report, traduction de Hélène Collon, Gallimard, coll. Folio SF no 109, 2002  (ISBN 2-07-042606-8); réédité sous le titre Total Recall en 2012  (ISBN 978-2-07-044890-6)
- Ce que disent les morts, traduction de Hélène Collon, Gallimard, coll. "Folio2€" no 4389, 2006  (ISBN 2-07-033759-6)

## Sources et bibliographie
- Philip K. Dick - Ce que disent les morts, édition Folio - 2006